# Edwin Sakuth
Edwin Wilhelm Sakuth (* 3. Juni 1909 in Tilsit; † 20. Mai 1981 in Bad Gandersheim) war ein deutscher SS-Hauptsturmführer, Leiter mehrerer SD-Abschnitte, Angehöriger des Einsatzkommandos Tilsit und Kommandant beim Unternehmen Zeppelin. Er wurde 1958 beim Ulmer Einsatzgruppen-Prozess wegen Beihilfe zum Mord zu 3 Jahren und 6 Monaten Gefängnis verurteilt.

## Leben

### Laufbahn beim Sicherheitsdienst der SS
Sakuth war der Sohn von Franz und Maria Sakuth. Nach dem Besuch der Volksschule in Heydekrug war er von 1926 bis 1929 kaufmännischer Lehrling bei der Eisengroßhandlung Wullbrand und Seele in Braunschweig und lebte vom Mai 1930 bis November 1931 in Kanada. Nach seiner Rückkehr trat er am 1. November 1931 in die NSDAP ein. Vom 1. November 1931 bis zum 30. Januar 1939 war Sakuth Mitglied des NSKK und arbeitete  dort von 1933 bis 1937 als hauptamtlicher Ausbilder an einer Motorsportschule.
Am 7. Januar 1936 heiratete er und bekam fünf Kinder. Am 1. Mai 1937 wurde Sakuth hauptamtlicher Mitarbeiter beim SD-Abschnitt Tilsit unter dem SS-Sturmbannführer Werner Hersmann und trat 1938 aus der evangelischen Kirche aus, in die er nach dem Krieg wieder eintrat.  Am 30. Januar 1939 wurde Sakuth zum SS-Untersturmführer befördert (SS-Nummer 314.055) und arbeitete vom 23. März 1939 bis Juli 1939 als SD-Verbindungsmann zwischen deutschen und litauischen Wirtschaftsstellen, wo er im Juli 1939 die Außenstelle Memel des SD-Abschnitts Tilsit übernahm. Am 20. April 1940 wurde er zum SS-Obersturmführer und am 20. April 1941 zum SS-Hauptsturmführer befördert. Als Mitglied der Einsatzkommandos Tilsit war er zwischen Juni und September 1941 laut einem Bericht von Walter Stahlecker an der Ermordung von 5.502 jüdische Kinder, Frauen und Männer im litauisch-deutschen Grenzgebiet mitbeteiligt. Seine Anwesenheit bei den Erschießungen am 24. Juni 1941 in Garsden (heute Gargždai), am 26. Juni 1941 in Krottingen (heute Kretinga) und am 30. Juni in Polangen (heute Palanga) gab er zu, bestritt aber, direkt daran beteiligt gewesen zu sein. Von der Außenstelle Memel wurde er im Oktober 1941 abkommandiert und befand sich bis Dezember 1941 wegen kritischer Untersuchungen über die Erich-Koch-Stiftung in Arrest.
Im Januar 1942 wurde Sakuth nach Oslo in die SD-Abteilungen Rundfunk und Propaganda versetzt und im August 1942 zum Reichssicherheitshauptamt (RSHA) VI für den Einsatz von 25 Agenten in Smolensk abkommandiert. Am 15. Oktober 1942 übernahm er im Rahmen des Unternehmens Zeppelin das Kommando Z (Zersetzung) bei der Einsatzgruppe B. Von Februar bis Oktober 1943 bildete er in einem Lager in Breitenmarkt sowjetische Freiwillige zu Agenten aus, war von Januar bis Juni/Juli 1944  Wirtschaftsführer des Unternehmens Skorzeny im RSHA-Amt VI und wurde anschließend Leiter der SD-Außenstelle Ortelsburg im SD-Oberabschnitt Königsberg. Da er im Oktober 1944 seine Ehefrau ohne Erlaubnis besucht hatte, wurde er bis Januar 1945 in Königsberg inhaftiert und anschließend zu einer Kampfgruppe unter der Führung des SS-Sturmbannführers Rudolf Hotzel abkommandiert, die aus Mitgliedern des SD und der Gestapo bestand und die Aufgabe hatte, die vorrückende Rote Armee zu bekämpfen. Wegen einer Darmerkrankung lieferte man ihn im März 1945 in das SS-Lazarett Lichterfelde-West ein; nach seiner Genesung im April 1945 wurde er in der SD-Außenstelle Brandenburg eingesetzt.

### Nachkriegszeit und Prozesse
Sakuth flüchtete am 8. Mai 1945 vor den sowjetischen Truppen zu seiner Familie, die sich seit Januar 1945 in der Nähe von Blankenburg aufhielt. Am 23. Juni 1945 wurde er von den US-amerikanischen Militärbehörden wegen seiner SD-Zugehörigkeit verhaftet, in das Amtsgerichtsgefängnis Blankenburg eingeliefert, dort vernommen und anschließend in das Internierungslager Staumühle/Sennelager überstellt, wo er bis zu seinem Prozess interniert war. Das Spruchgericht Hiddesen verurteilte ihn am 1. Oktober 1947 wegen Zugehörigkeit zum SD zu zwei Jahren Gefängnis unter Anrechnung der Internierungshaft von einem Jahr und drei Monaten. Sieben Monate davon verbüßte er vom 1. Oktober 1947 bis 30. April 1948 im Straflager Esterwegen. Die Reststrafe von zwei Monaten wurde ausgesetzt.
Nach seiner Entlassung war er bis Juli 1949 Angestellter bei einer US-amerikanischen Dienststelle in Munsterlager; nach deren Auflösung war er bis Januar 1953 arbeitslos, zog zu seiner Familie nach Imbshausen und arbeitete von März 1953 bis März 1954  als Flüchtlingsbetreuer beim Landratsamt Northeim und vom 1. November 1955 bis zum 28. Dezember 1956 als Verwaltungsangestellter beim Ausgleichsamt des Landratsamts Northeim.
Am 28. Dezember 1956 wurde Sakuth wegen eines Haftbefehls des Landgerichts Ulm erneut festgenommen und kam in Untersuchungshaft. Er wurde beim Ulmer Einsatzgruppen-Prozess am 29. August 1958 wegen „Beihilfe zum gemeinschaftlichen Mord“ im Einsatzkommando Tilsit bei der Gefangennahme und Erschießung von Juden und Kommunisten in 526 Fällen angeklagt und zu drei Jahren und sechs Monaten Gefängnis verurteilt. Die bürgerlichen Ehrenrechte wurden ihm auf die Dauer von 2 Jahren aberkannt.